# All Blues
All Blues è un brano jazz scritto da Miles Davis inciso il 22 aprile 1959 per l'album Kind of Blue. Dalle note di copertina dell'album, scritte dal pianista Bill Evans: "All Blues è un esempio di blues di dodici battute in 6/8 che crea un'atmosfera propria attraverso pochi cambi modali e la libera concezione melodica di Miles Davis". Una particolarità armonica è l'uso dell'accordo bVI7, come accordo di volta ascendente a partire dal V7.